# 弗魯特蘭 (北卡羅萊納州亨德森縣)
弗魯特蘭（英語：Fruitland）是位於美國北卡羅萊納州亨德森縣的普查規定居民點。

## 人口
根據2020年美國人口普查的數據，弗魯特蘭的面積為20.91平方千米，當中陸地面積為20.83平方千米，而水域面積為0.08平方千米。當地共有人口2257人，而人口密度為每平方千米107.94人。